# Jordan Seabrook
Jordan Akil Seabrook (* 27. Juni 1987 in Indianapolis, Indiana) ist ein US-amerikanischer ehemaliger Fußballspieler auf der Position eines Stürmers.

## Vereinskarriere

### Karrierebeginn in der Heimat
Seabrook wurde im Sommer 1987 als Sohn von Philip und Sheryl Seabrook in Indianapolis, der Hauptstadt des US-amerikanischen Bundesstaates Indiana, geboren, wo er zusammen mit seinen Eltern und seiner Schwester Akilah auch aufwuchs. Durch seinen Vater, der einst als Runningback an der Central State University im Einsatz war, kam auch Jordan Seabrook noch in jungen Jahren mit American Football in Berührung, entschloss sich aber noch im Laufe der Jahre für eine spätere Karriere als Fußballspieler. Nach seiner Ausbildung an der Grundschule und der Junior High zog es ihn schließlich an die ortsansässige North Central High School, wo er ebenfalls im dortigen Schulfußballteam eingesetzt wurde. An der High School agierte Seabrook als wahrer Torjäger und brachte es dabei noch in seinen ersten Jahren auf zahlreiche Treffer, Torvorlagen und Auszeichnungen. So wurde er zum Beispiel in den Jahren 2003 und 2004 als „NSCAA High School All-American“ ausgezeichnet und zudem im Jahre 2004 ins Elite Soccer Program geholt, wo er zum All-Star gewählt wurde. In seinem Senior-Jahr an der North Central High kam er auf eine sehenswerte Bilanz von 38 Toren und 15 Torvorlagen, was zum Teil auch wesentlich für seinen späteren Werdegang im Fußballbereich war. Eine weitere Ehre wurde ihm zuteil, als er noch im Jahre 2004 ins Olympic Development Program Region II Team geholt wurde. Parallel zu seiner Schulausbildung war der gelernte Stürmer auch noch beim Jugendausbildungsverein Dynamo-Katner aktiv. Der während seiner Schulzeit auch als Leichtathlet aktive Seabrook war unter anderem Teil der 4-mal-100-Meter-Staffel, die einen neuen Schulrekord aufstellte. Außerdem rangiert er noch immer auf dem zweiten Platz in der schulinternen Bestenliste über 110 Meter Hürden und ist zudem ein Big-East-Qualifier über 400 Meter Hürden.

### Universitätskarriere in Florida
Nach seinem High-School-Abschluss in Indianapolis im Jahre 2005 zog es ihn noch im gleichen Jahr an die University of South Florida, wo er als Hauptstudiengang Massenkommunikation mit einem Fokus auf Journalismus hatte. An der Universität trat er auch der dortigen Sportabteilung, den South Florida Bulls, bei und war für diese im Fußballteam aktiv. Sein Debüt gab er bereits im Eröffnungsspiel der Saison, am 2. September gegen das Team der Florida International University. Sein erster Treffer für das Collegeteam ließ einen knappen Monat auf sich warten, ehe er am 28. September ein Tor gegen die Mannschaft der Pittsburg State University erzielte. In seinem ersten Studienjahr wurde er von College Soccer News zu den 100 freshmen from coast to coast to keep an eye on gezählt, da er in diesem Jahr des Öfteren sein Talent unter Beweis stellte. Dabei wurde er noch in seinem Freshman-Jahr Torschützenkönig in der Big East Conference, wobei er die Torschützenliste mit 14 Toren anführte und es zudem auch noch mit 36 Punkten auf die höchste Scorer-Wertung der Conference brachte. Neben der Wahl ins All-Big-East-Second Team wurde der schnelle und wendige Stürmer von College Soccer News auch noch als All-American-Freshman ausgezeichnet und war Teil des NSCAA All-South-Region-Teams. Zusätzlich führte er sein Team auch noch mit 70 Schüssen, davon 40 aufs Tor, an und wurde in allen 21 Meisterschaftspartien der Bulls eingesetzt, wobei er in 18 Partien gleich von Beginn an auf dem Rasen stand. In seinem zweiten Jahr an der USF absolvierte Seabrook weitere 19 Ligaspiele, von denen er in 17 von Beginn an eingesetzt wurde, und erzielte dabei sechs Tore. Daneben gab er auch noch drei Torvorlagen und wurde im Laufe des Jahres mit einigen kleineren Ehrungen ausgezeichnet. Bereits zuvor als Stammkraft des Teams im Einsatz spielte er im Jahre 2007 gar in allen 22 Ligapartien von Beginn an und war mit fünf Treffern und acht Assists auch weiterhin offensiv erfolgreich. Neben Wahlen zum „Spieler der Woche“ wurde er zum Saisonende hin aufgrund seiner Leistungen auch ins Big-East-All-Conference-Second-Team gewählt. Auch im Folgejahr war er weiterhin im universitätseigenen Fußballteam tätig, mit dem er unter anderem auch die Big East Tournament Championship des Jahres 2008 gewann. Parallel dazu kam er in der spielfreien Zeit für die viertklassig auftretenden Bradenton Academics zum Einsatz, für die er es bis zum Ende des Spieljahres 2008 auch elf Ligaeinsätze, einen Treffer und drei Assists brachte.

### Profistart bei Crystal Palace Baltimore
Nachdem Jordan Seabrook zusammen mit seinem Bull-Teamkollegen Yohance Marshall an der von adidas gesponserten MLS Player Combine teilnahm, wurde der einst als „bester Spieler der Big East Conference“ bezeichnete Spieler nur als 51. Pick in der vierten Runde des MLS SuperDraft 2009 zu einem Profiteam gedraftet. Dabei kam er zu den Colorado Rapids, bei denen er allerdings keinen Entwicklungs- bzw. Ausbildungsvertrag unterbreitet bekam und somit kurzzeitig ohne Verein dastand. Nach einer nur kurzen Vereinslosigkeit unterschrieb er einen Profivertrag bei Crystal Palace Baltimore, die zu diesem Zeitpunkt noch in der als drittklassig angesehenen USL Second Division ihren Spielbetrieb hatten. In seinem ersten Jahr beim Profifranchise kam er gleich in allen 20 Meisterschaftsspielen zum Einsatz, kam zu drei Toren sowie zu zwei Torvorlagen und war damit einer der effektivsten Spieler im Kader. Sein Debüt gab er am 17. April 2009 im Saisoneröffnungsspiel seiner Mannschaft, einem 0:0-Remis gegen die Pittsburgh Riverhounds, als er von Beginn an eingesetzt und ab der 61. Minute durch Comlan Keva Kevin Gnatiko ersetzt wurde. Nach der Übersiedelung des Teams in die nur temporär eingerichtete USSF Division 2 Professional League verlängerte der Stürmer im März 2010 seinen Vertrag beim Klub um eine weitere Saison. In dieser Spielzeit konnte er sich allerdings nicht mehr durchsetzen und brachte es auf lediglich sechs torlose Auftritte in der Meisterschaft, wobei er keine einzige Partie über die volle Matchdauer durchspielte. Zudem entwickelte sich sein Team zur schlechtesten Mannschaft der gesamten Liga und schloss die Saison mit der schlechtesten Torbilanz auf dem letzten Tabellenplatz ab.

### Wechsel zu den Harrisburg City Islanders
Bereits in der darauffolgenden Spielzeit folgte für den gelernten Stürmer ein Wechsel in die neue USL Professional Division zu den Harrisburg City Islanders. Beim Klub aus Harrisburg, der Hauptstadt des US-Bundesstaates Pennsylvania, wurde Seabrook zum Mittelfeldspieler umfunktioniert. In der als dritthöchste Liga angesehenen Spielklasse wurde er bis dato (Stand: 30. Juni 2011) in acht Meisterschaftsspielen eingesetzt, wobei er es vor allem anfangs nur zu wenigen minütigen Kurzeinsätzen brachte, danach aber bereit immer länger eingesetzt wurde. Dennoch wurde er in all seinen bisherigen acht Meisterschaftseinsätzen für das Team aus Harrisburg als Ersatzspieler eingewechselt.

## Nationalmannschaftskarriere
Im Frühjahr 2006 wurde Seabrook zusammen mit seinen damaligen Bulls-Teamkollegen Anthony Wallace und Neven Subotić von Thomas Rongen zum Training mit der US-amerikanischen U-20-Auswahl eingeladen. Während der spätere Internationale der USA Wallace erst im Folgejahr sein Juniorendebüt gab, wurde Seabrook bereits im Jahre 2006 in einer Begegnung des Juniorennationalteams seines Heimatlandes eingesetzt. Beim Spiel gegen die Colorado Rapids war er am 10. März 2006 für eine Halbzeit in der Angriffsreihe seines Klubs. Dies blieb auch sein letzter Einsatz für eine US-amerikanische Nationalauswahl.

## Erfolge

### High School und Universität
- 2× „NSCAA High School All-American“: 2003 und 2004
- 1× Teilnehmer des Elite Soccer Programs: 2004 → All-Star-Ehrung
- 1× All-Big-East-Second Team: 2005
- 1× Torschützenkönig der Big East Conference: 2005 (14 Tore)
- 1× Führender in der Scorer-Wertung: 2005 (36 Scorer-Punkte)
- 1× NSCAA All-South-Region-Team: 2005
- 1× Meister der Regular Season Championship: 2005
- 1× Big-East-All-Conference-Second-Team: 2007
- 1× Sieger der Big East Tournament Championship: 2008